# Lebinthus bitaeniatus
Lebinthus bitaeniatus is een rechtvleugelig insect uit de familie krekels (Gryllidae). De wetenschappelijke naam van deze soort is voor het eerst geldig gepubliceerd in 1877 door Stål.